# 杜哈自治市
杜哈自治市（阿拉伯语：الدوحة，ad-Dawḥa或ad-Dōḥa [addawħa] ）是卡達的八個自治市之一，同名卡達首都杜哈。它是人口最多的自治市，人口956,457人，所有人都居住在市中心，即卡達的首都杜哈。

## 詞源
據市政與環境部介紹，「杜哈」這個名字源自於阿拉伯語“dohat”，意思是「圓」，象徵該地區海岸線周圍的圓形海灣。 

## 行政

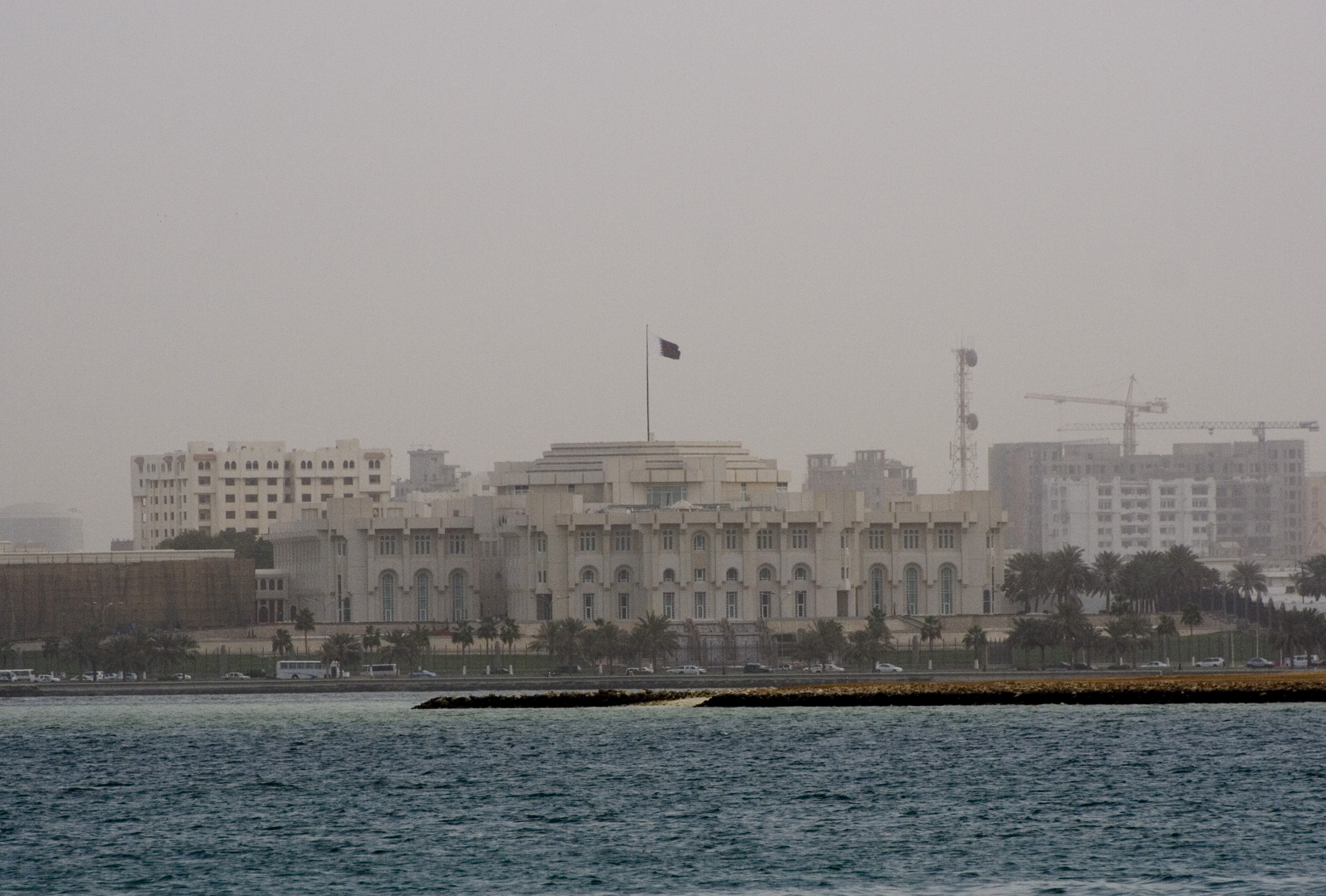
阿米里·迪万區

根據市政和城市規劃部， 該市於1963年成為第一個成立的自治市。半年後，名稱更改為杜哈（Ad Dawhah）。自2014年以來，該國被劃分為八個直轄市。杜哈自治市是其中人口最多的自治市，截至2015年人口為956,457人。

### 飛地
杜哈市的兩塊飛地——杜哈工業區和哈盧爾島，距離杜哈約80公里，屬於邊界郊區。 市政廳於2017年從Al Sadd區遷移到Ras Abu Aboud區。

### 地區中心
作為卡達國家總體規劃的一部分，杜哈自治市劃分了28個地區中心，以促進可持續的城市發展和建造更加便利的大眾運輸系統。地區中心是周邊地區的樞紐，這些中心的範圍從最繁榮的首都市中心延伸到區中心。

## 地理
杜哈自治市位於卡達的中東部地區；南部與接壤，西部與接壤，北部與接壤，西北部則與接壤。 市政和環境部稱該市有5個窪地、1個河谷、3個平原、7個丘陵、2個薩布卡、4個海角和 2個海湾。而在其海岸外有四座島嶼，不包括卡達之珠。
杜哈都會區是卡達的住宅、金融和行政中心，居住著該國80%以上的居民，最繁榮的地帶是該市最東邊的地區。不僅有Al Dafna區和西灣區等住宿旅遊業發達的地區，還有哈馬德醫療城區和哈馬德國際機場等重要公共建設。
其他重要區域例如工業區、集市區、的一块飞地以及非官方承認的部分賴揚自治市地區，它們位於該市的西部。 
在多哈北部地區有Katara文化村和卡達之珠等预计可容纳多达45,000名居民的地區。西灣金融區的北部也位於此處。靠近市中心的是Amiri Diwan區、瓦其夫傳統市場、多哈濱海大道和歷史街區。大多數中低密度住宅區位於靠近批發市場的西區。多哈西部的住宅區包括Al Sadd區、Abu Hamour區和Al Gharafa區，其中後兩者在地理位置上屬於賴揚市，但同時也構成多哈都會圈的一部分。 

## 公共建設

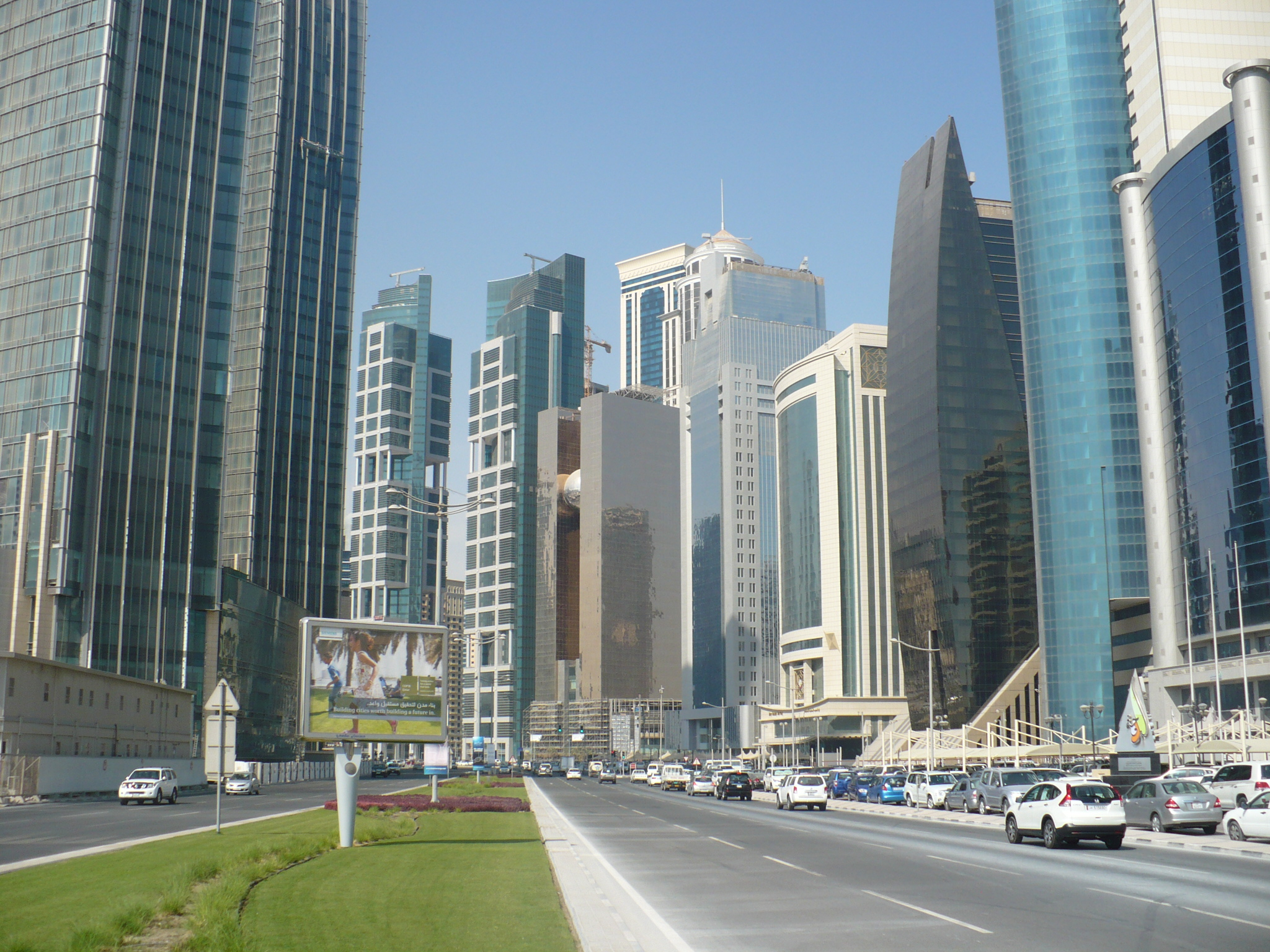
杜哈Al Dafna区的摩天大樓

### 教育
作為人口最多的自治市，杜哈擁有該國最高密度的學校。該市的大多數學校都靠近杜哈的核心，即市中心偏東。根據報導，Al Sadd區以及最北端和最南端的地區的學校較不密集。 

### 醫療保健
2003年，在Rumeilah區附近重新劃分一個新的區域，名為哈馬德醫療城區。計劃在這個約0.2平方公里的區域內設立三家醫院和一個研究中心，耗資超過21億卡達里亞爾。2017年12月，哈馬德醫療城在卡達埃米尔塔米姆·本·哈马德·阿勒萨尼出席的開工典禮上正式開工。 

### 大眾運輸
杜哈地铁將杜哈的核心區與其大都市中心連接起來。杜哈地鐵系統的中心是Msheireb站，該站共有三條路線，目前正在擴增更多條額外的路線，並連接公車捷運系統。 